# Türr István
Türr István (született Thier) (Baja, 1825. augusztus 11. – Budapest, 1908. május 3.) szabadságharcos, olasz királyi altábornagy. Az olasz 1848-as egységesítési harcok részese. A Korinthoszi-csatorna építésének egyik szervezője.

## Élete
1825. augusztus 11-én született Baján Thier Jakab vaskereskedő és Udvary Terézia ötödik gyermekeként, Thier István néven. Az iskolapadot nem sok ideig koptatta, mert tanulni nem szeretett. Először lakatosinasnak állt, majd volt molnárinas és kőművessegéd is egy darabig, de egyik szakma se nőtt a szívéhez. Önként jelentkezett katonának, amit csak második kérésére 1842-ben fogadtak el, a császári-királyi hadsereg pécsi, akkor Ferenc Károly főherceg nevét viselő 52. gyalogezredbe. Ekkor még mindössze 17 éves volt. Az osztagát Radetzky ezredes[forrás?] vezette, és 1846-tól Lombardiában állomásozott az 1848-as forradalmak kitöréséig.
Az ekkor már Türr nevet használó katonát hadnagyi rangba emelték és Itáliába vezényelték. Itt részt vett a Piemont elleni harcokban és a kegyetlen milánói megtorlásban. Ennek hatására 1849. január 19-én megszökött a császári seregből, és a piemontiakhoz állt át. Itt tettét rögtön századosi ranggal jutalmazták és egy alakuló magyar légió megszervezésével és vezetésével bízták meg. Így részt vett az 1848–49-es olasz függetlenségi mozgalomban és támogatta Károly Albert szárd–piemonti király olasz egyesítési törekvéseit. A novarai vereség után azonban minden remény szertefoszlatott, csapata a vereség hírére részben feloszlatta önmagát. Akik kitartottak a forradalom eszméi mellett, a Badenbe mentek és csatlakoztak a helyi forradalmi mozgalomhoz. Itt Türr érkezésekor rögtön ezredesi rangot kapott, ezt azonban sokáig nem élvezhette, mivel a forradalmat itt is leverték, és Türr menekülni kényszerült a Habsburg Birodalom megtorlása elől.
A világosi fegyverletételről Svájcban értesült, 1850 és 1853 között sok helyen megfordult, többek közt Franciaországban, Angliában. Piemontban Winkler Lajossal – az 1849-ben Velencében szervezett magyar légió vezetőjével – részt vett a mazzinista összeesküvésben, az 1853. február 6-án kitört sikertelen milánói felkelésnek is részesei voltak. Winklerrel együtt elfogták és Tuniszba száműzték őket.

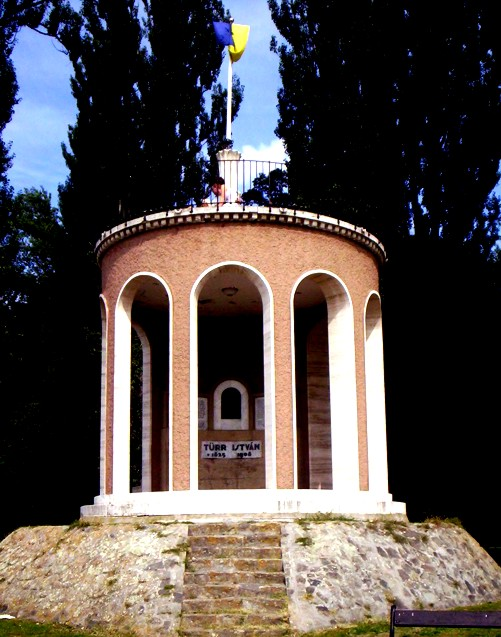
Türr István emlékműve Baján. Az 1938-ban készült építmény Miskolczy Ferenc és Nagy András munkája

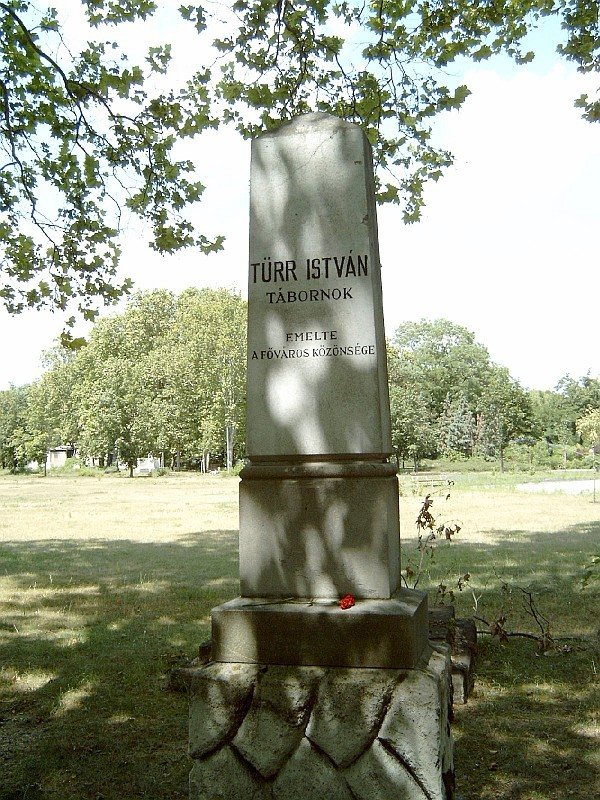
Türr István sírja Budapesten. Kerepesi temető: 28-díszsor-28

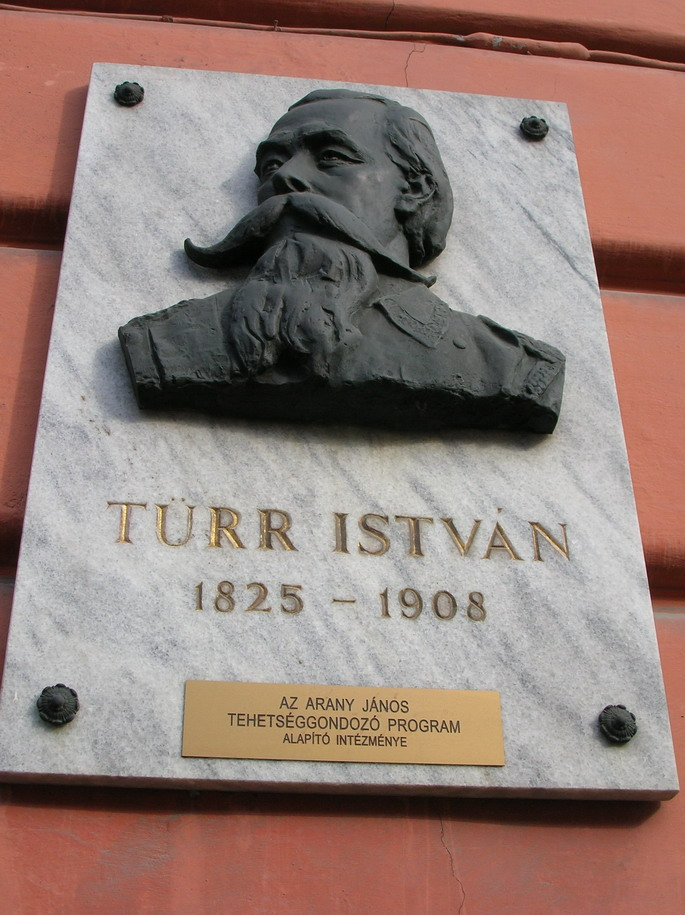
Türr István (1825–1908) emléktáblája, a Türr István Gimnázium és Kollégium épületén

A krími háború kitörésekor először a török oldalon tárgyalt Klapka György mellett és a magyar emigrációban való részvételét ígérte. Ez végül nem történt meg, mivel nem szerette volna az iszlám hitet felvenni, így a szövetségesek másik hadseregébe, a brit seregbe állt be. Itt újból magas rendfokozatot kapott. 1855 végén az angol kormány megbízásából a dunai tartományokba utazott, hogy hadianyag-beszállítási kötelezettségeinek eleget tegyen, azonban egy volt tiszttársa feljelentése nyomán elfogták és Bécsbe vitték, ahol a hadbíróság halálra ítélte. Ezt Viktória brit királynő közbenjárásának köszönhetően nem hajtották végre és szabadon bocsátották. 1856-ban az Oszmán Birodalomban részt vett a cserkesz háborúban az oroszok ellen, de 1859-ben újra olasz földre ment.
1859-ben, amikor kitört az olasz függetlenségi harc, több honfitársával együtt Türr is odasietett, hogy az Ausztria elleni háborúban részt vegyen. Itt Giuseppe Garibaldi mellett szolgált. A villafrancai fegyverszünet után ismét Garibaldi mellé állt mint annak hadsegéde, s egyike volt a „halhatatlan ezrednek”, amely végül bevette Palermót. Palermo bevétele leginkább Türr tanácsai miatt sikerült, ezért Garibaldi a nemzetőrség főfelügyelőjévé és tábornokká nevezte ki, itt kapta meg társaitól kitartásáért a „rettenthetetlen magyar” címét. Harcban szerzett súlyos karsérülése nyomán egy ideig a hadsereg további szervezésén fáradozott, majd döntő szerepe volt a milazzói ütközetben aratott győzelemben is. Nápoly bevétele után Garibaldi a város polgári és katonai kormányzójává nevezte ki. A hadjárat után az olasz kormány megerősítette altábornagyi rangját, és kinevezte őt Viktor Emánuel szárnysegédjévé, ezáltal sok kényes diplomáciai ügy elintézését bízták rá.
1861. szeptember 10-én Mantovában feleségül vette III. Napóleon császár unokahúgát Lucien Bonaparte unokáját, Wyse-Bonaparte Adélt (meghalt 1899. július 8.). Az 1860. október 1. és 2. között zajló volturnói csatában a tartalék haderőt irányította és nagy szerepe volt a küzdelem megnyerésében. Ugyanebben az évben Klapka Györgyhöz intézett levelet, amelyben óva intette honfitársait, hogy részt vegyenek egy elhamarkodott mozgalomban, értve ezalatt az akkori emigráció Ausztria elleni újabb fegyveres felkelésre vonatkozó terveit. 1866-ban, a königgrätzi csata után Klapka északon, ő délen szándékozott az országba törni, a tervekből azonban semmi sem valósult meg.
A porosz–osztrák–olasz háború befejezése után ismét Olaszországban élt. Az általános amnesztia után visszatért Magyarországra, és itt a közügyekben élénken részt vett. Ekkor alapította meg a központi népnevelési kört, amely azonban fiókjaival együtt megszűnt az 1870-es évek elején.
A Ferenc-csatornát az 1870. XXXIV. törvénycikk által becikkelyezett engedély alapján ő vette át üzlet, illetve használat végett. Ennek során került kapcsolatba a Ferenc-csatorna építésének főmérnökével, s egyben honfitársával, Gerster Bélával. 1876-ban Gerster Béla és Ferdinand de Lesseps társaságában részt vett a Panama-csatorna legjobb átvágási nyomvonalát kijelölő expedíció munkájában.
1881. május 18-án a görög kormánytól 99 évre engedélyt nyert a Korinthoszi-földszoroson keresztül ásandó csatorna létesítésére és üzemben tartására. A tervek elkészítésével Gerstert bízta meg, aki a csatornaépítő vállalat főmérnökeként vezette a munkálatokat. Ennek építésében még négy magyar mérnök – Kauser István, Nyári László, Pulszky Garibaldi és Stéghmüller István – vett részt. 1888-ban a vállalatot vezető társaság megbukott. Türr ezután sikeres tevékenységet fejtett ki aziránt, hogy a kormányokat és a magánszemélyeket újabb összegek befektetésére bírja a Korinthoszi-csatorna építésének befejezéséhez. Az így végre elkészült művet 1893. augusztus 6-án I. György görög király és felesége, Olga királyné ünnepélyesen felavatta, majd a mesterséges vízi utat 1893. október 28-án megnyitották a hajóforgalom előtt.
Mindezen tevékenységei közben politikai missziókat is teljesített: 1870-ben – igaz, nem hivatalosan – sokat fáradozott a francia, olasz és osztrák–magyar szövetség létrehozásán. A nemzetközi békekongresszusok (Universal Peace Congress/Congrès universel de la paix) Budapesten tartott VII. ülésén (1896. szeptember 17. – szeptember 22.) ő elnökölt. Élére állt a magyar kulturális és gazdasági mozgalmaknak, tervezgetett, számolt, beszélt és alkotott a magyar eszme, a magyar közgazdaság fejlődése és jövője érdekében.
Élete alkonyán viszont már a legtöbb idejét Párizsban töltötte. Több olasz királyi rend nagykeresztes vitéze volt. A halál 1908. május 3-án érte Budapesten. A Kerepesi temetőben helyezték örök nyugalomra.

## Szabadkőműves pályafutása
Türr Istvánt a párizsi Mont Sinai nevű páholyba 1854-ben vették fel. A skót rítus magasfokai közül a 18. fokot 1855-ben, a 30. fokot 1857-ben, a 33. fokot 1869-ben érte el.
Jelentős szerepet játszott az olasz szabadkőművességben, 1863-ban az olasz nagyoriens támogatásával megalakult Magyar Nagyoriens (Grande Oriente Ungarico) tényleges nagymestere lett (a tiszteletbeli nagymesteri címet Kossuth Lajos kapta). 1869. május 23-án a budapesti Corvin Mátyás szabadkőműves páholy alapító főmestere volt (ekkor 32. fokú volt), s részt vett Magyarország Nagy-Oriense megalapításában, amelyben számos magas tisztséget töltött be.
Kispesten 1909-ben egy szabadkőműves kör alakult az ő nevét viselve, amely 1913-ban páhollyá alakult Türr István, csak előre! néven.

## Munkái
1. Arresto processo e condanna del colonello Türr. Narrati da lui medesimo. Torino, 1856 (4. kiadás. Milánó, 1862. Franciául: Párizs, 1863. A sajtóhatóság által az egész ausztriai birodalomban betiltva)
2. Progetto dell'organizzazione politica dell'Ungaria la questione della nazionalità presa in considerazione. Milánó, 1860
3. La Casa d'Austria e l'Ungaria. Milánó, 1865. Franciául: Párizs, 1865
4. La Question des nationalités. Párizs, 1867
5. A Corvináról. Pest, 1869 (Ugyane mű bővített kiadása: Pest, 1871)
6. A marsalai ezer. Bertáni «Boszú a síron túl» című művére. Pest, 1870
7. Ausztria-Magyarország és Oroszország. Pest, 1871 (Németül: Bécs, 1871)
8. Államadósság és pénzkrizis. Budapest, 1873
9. A keleti kérdés. Budapest, 1878. (Franciául: Budapest, 1878)
10. Franklin Benjamin élete és tanairól. A budapesti iparoskörben tartott felolvasása 1880. november 16. Budapest, 1880
11. Beszéde a vízügyről. Tartotta a Gazda-körben 1881. május 4. Budapest, 1881 (Különnyomat a Nemzetgazdasági Szemléből)
12. La Question Egyptienne. Presentée au Congress de l'Institut de Droit International siégeant a Turin. Sept. 1882, Párizs, 1882, stb.

Kéziratai: levelezése, emlékiratai, cikkei; összes kinyomatott munkái, a bel- és külföldi hirlapokban és folyóiratokban közölt cikkeinek, úgyszintén az ezekre és életére vonatkozó közlésének kimetszett példányai (több ezer darab) vétel útján a Országos Széchényi Könyvtár levéltári osztályába kerültek.

## Nevét viseli

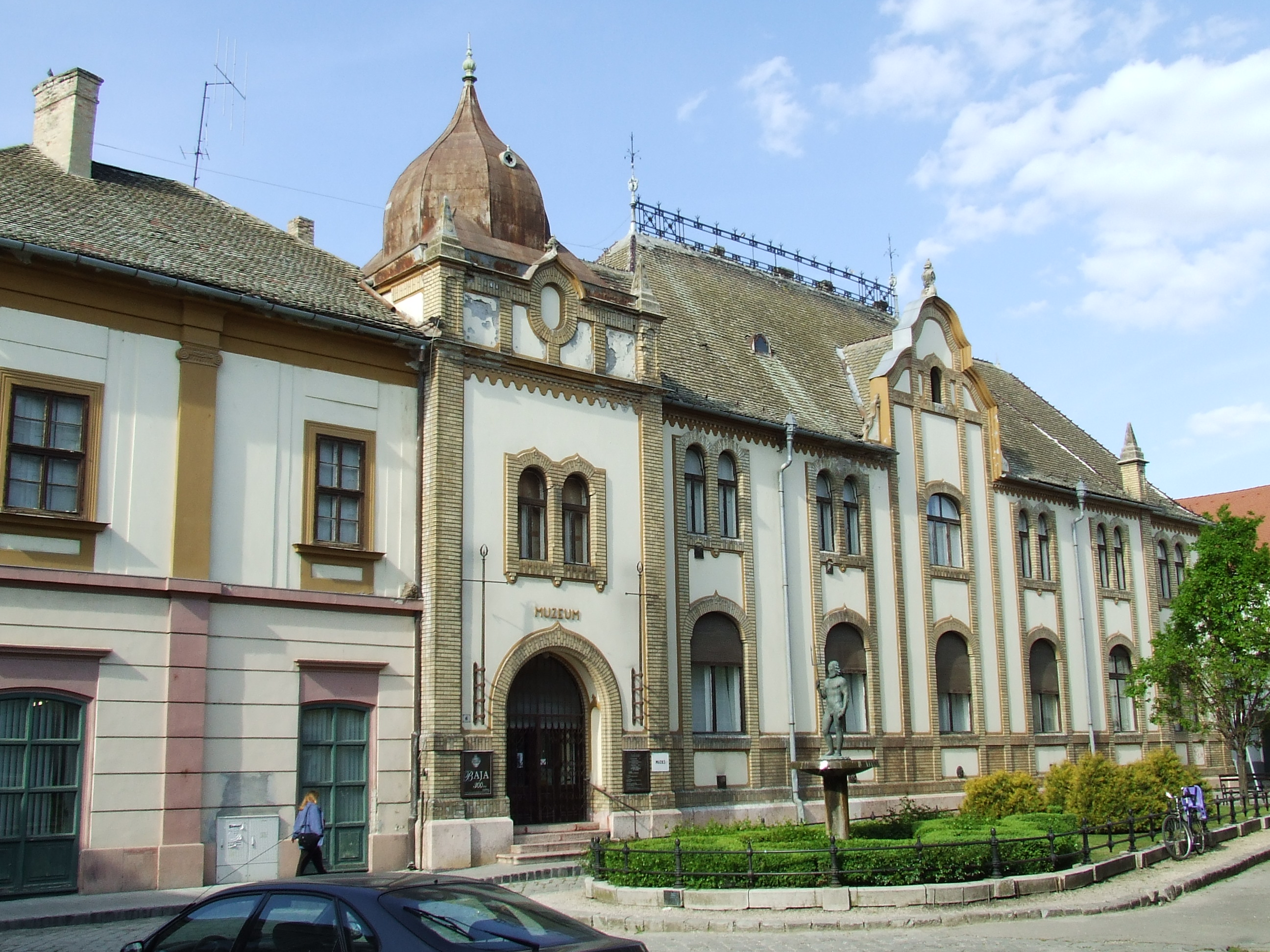
A róla elnevezett múzeum Baján

| Hol              | Neve                                               | Típusa                       |
| ---------------- | -------------------------------------------------- | ---------------------------- |
| Baja             | Türr István emlékmű                                | emlékmű                      |
| Baja             | Türr István híd                                    | híd                          |
| Baja             | Bajai Szakképzési Centrum Türr István Technikum    | középiskola                  |
| Baja             | Bács-Kiskun Megyei Önkormányzat Türr István Múzeum | múzeum                       |
| Budapest         | Türr István Képző és Kutató Intézet                | központi költségvetési szerv |
| Pápa             | Türr István Gimnázium és Kollégium                 | középiskola                  |
| Baja             | Türr István utca                                   | közterület                   |
| Ercsi / Budapest | Türr István utca                                   | közterület                   |
| Győr             | Türr István utca                                   | közterület                   |
| Szabadifürdő     | Türr István utca                                   | közterület                   |
| Komádi           | Türr István utca                                   | közterület                   |
| Pécs             | Türr István utca                                   | közterület                   |
| Ócsa             | Türr István utca                                   | közterület                   |
| Korinthosz       | Türr                                               | vontató hajó a csatornán     |

## Tévhitek
Palermóban a sikeres forradalmi harcoknak emléket állítva a helyi laktanyát Tüköry Lajosról nevezték el, nem Türr Istvánról. Sokan eltévesztik, nevük hasonlósága miatt.

## Képgaléria

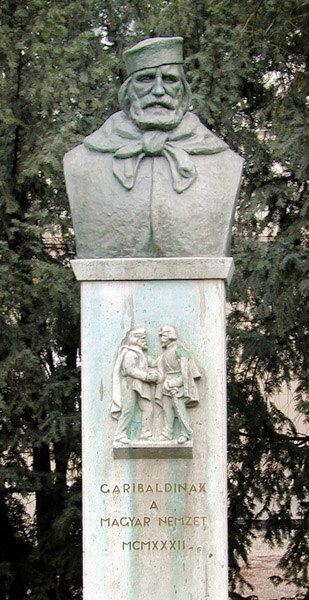
Garibaldi mellszobra, alatta a két vas figura Garibaldi és Türr István kézfogását ábrázolja
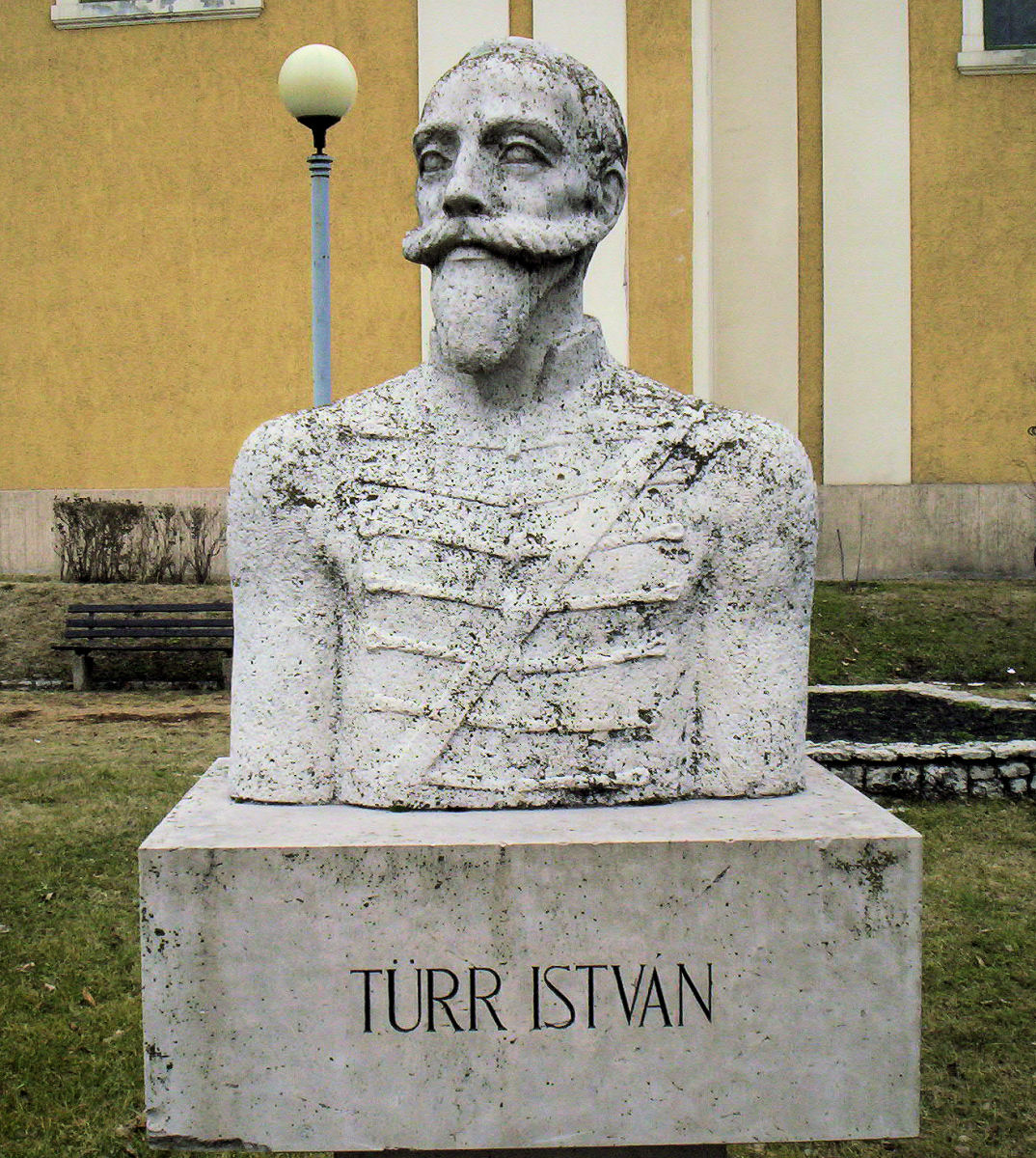
Mellszobra Baján
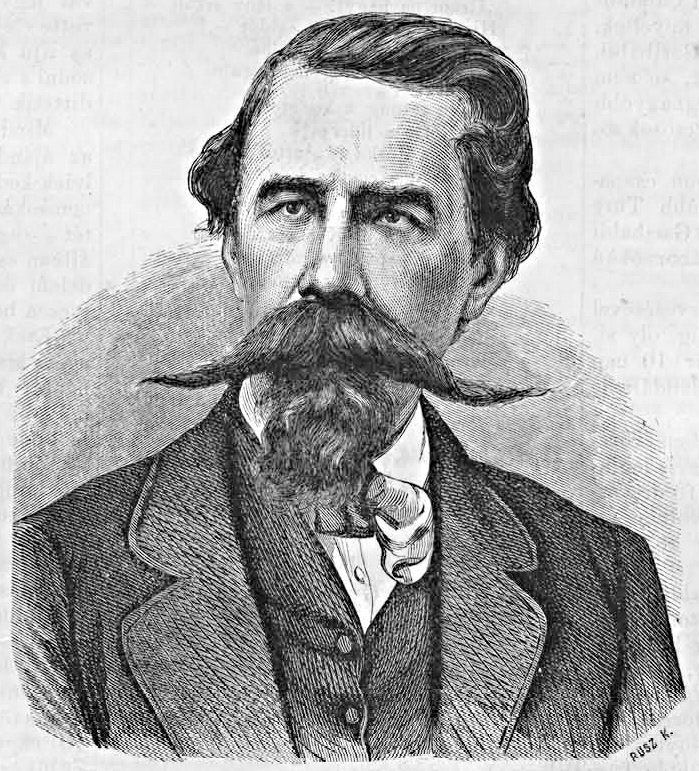
Rusz Károly metszete (Vasárnapi Ujság, 1867. szeptember 22.)
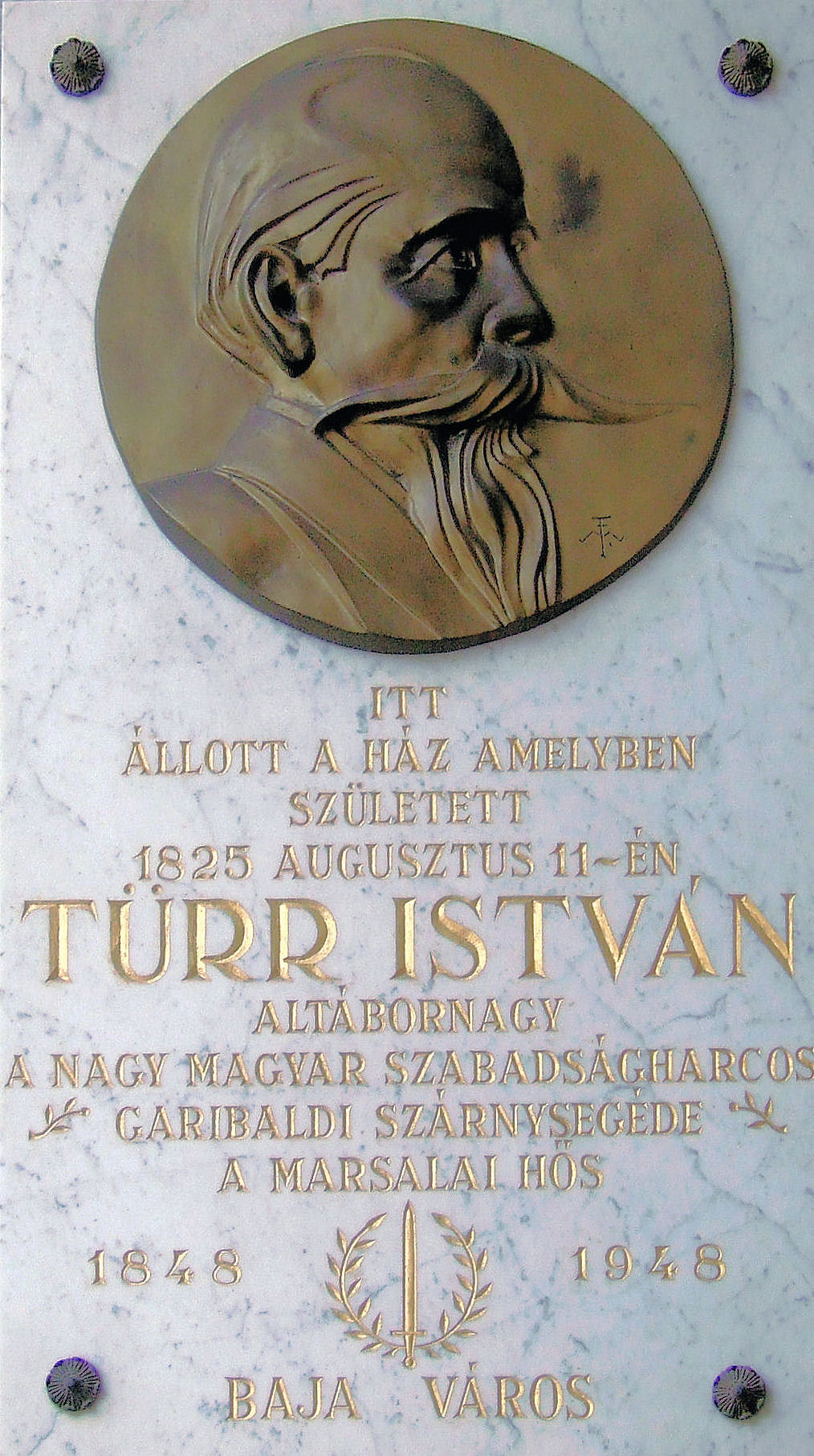
Emléktáblája Baján
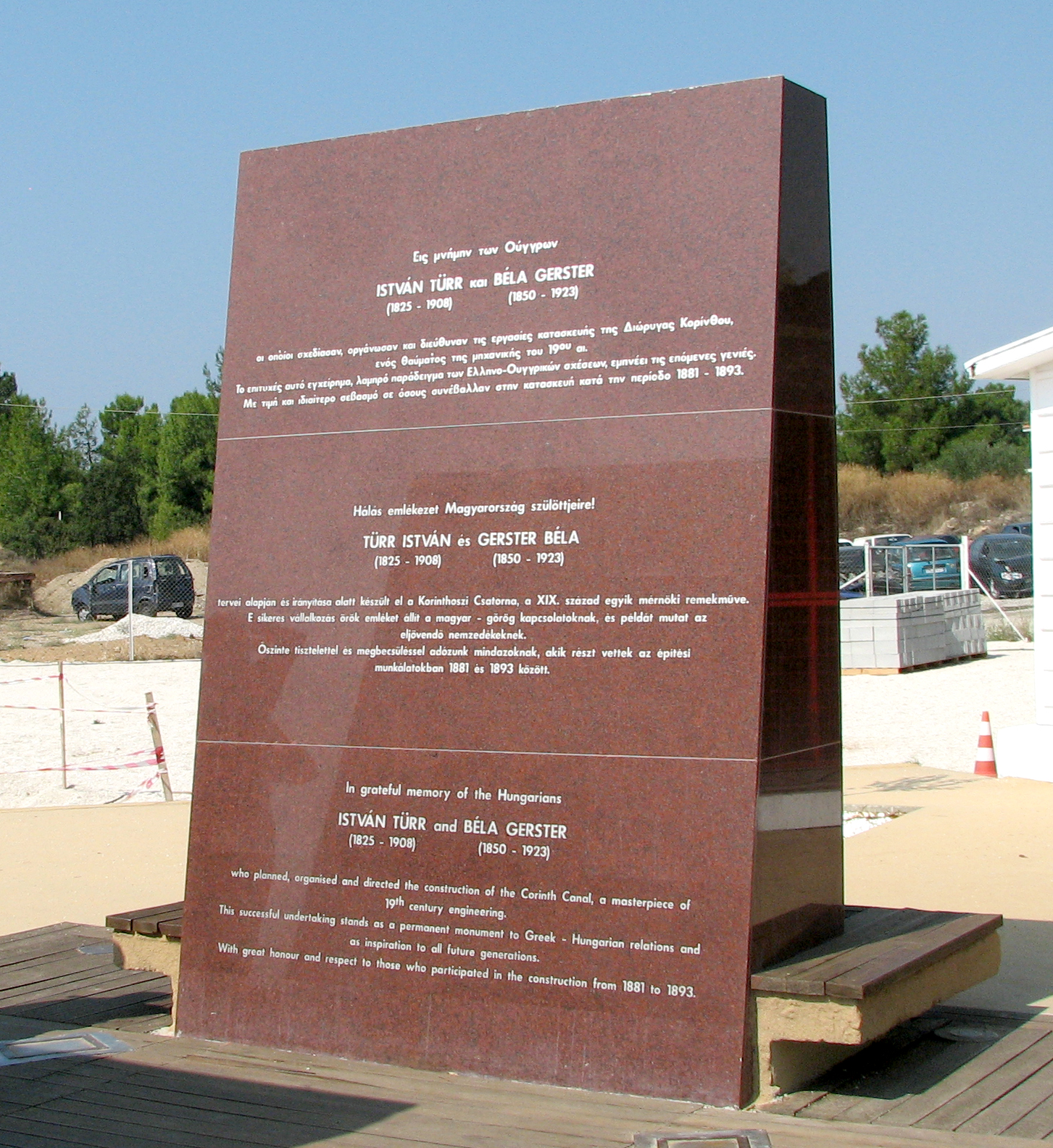
Emlékműve a Korinthoszi-csatornánál
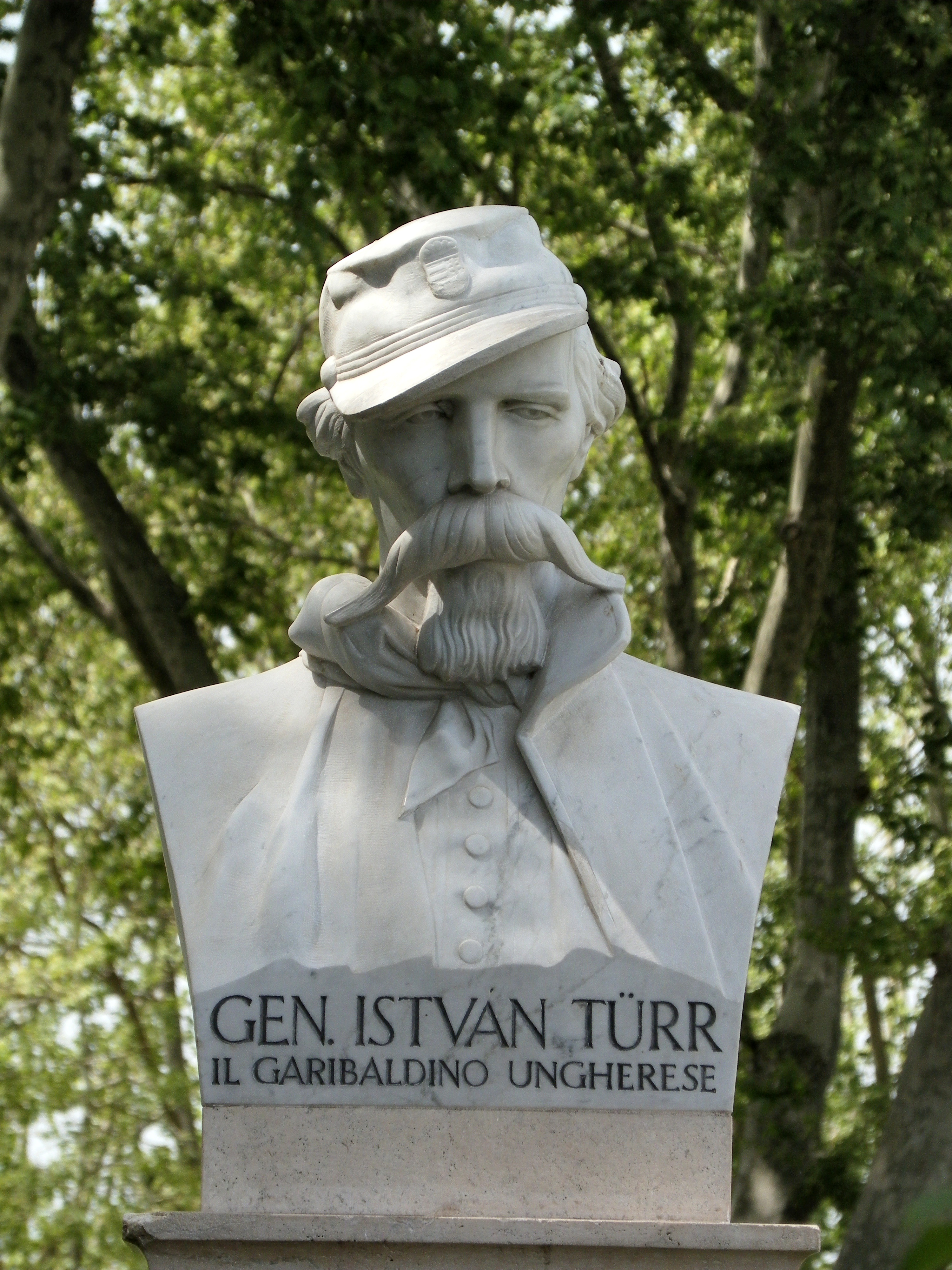
Mellszobra Rómában
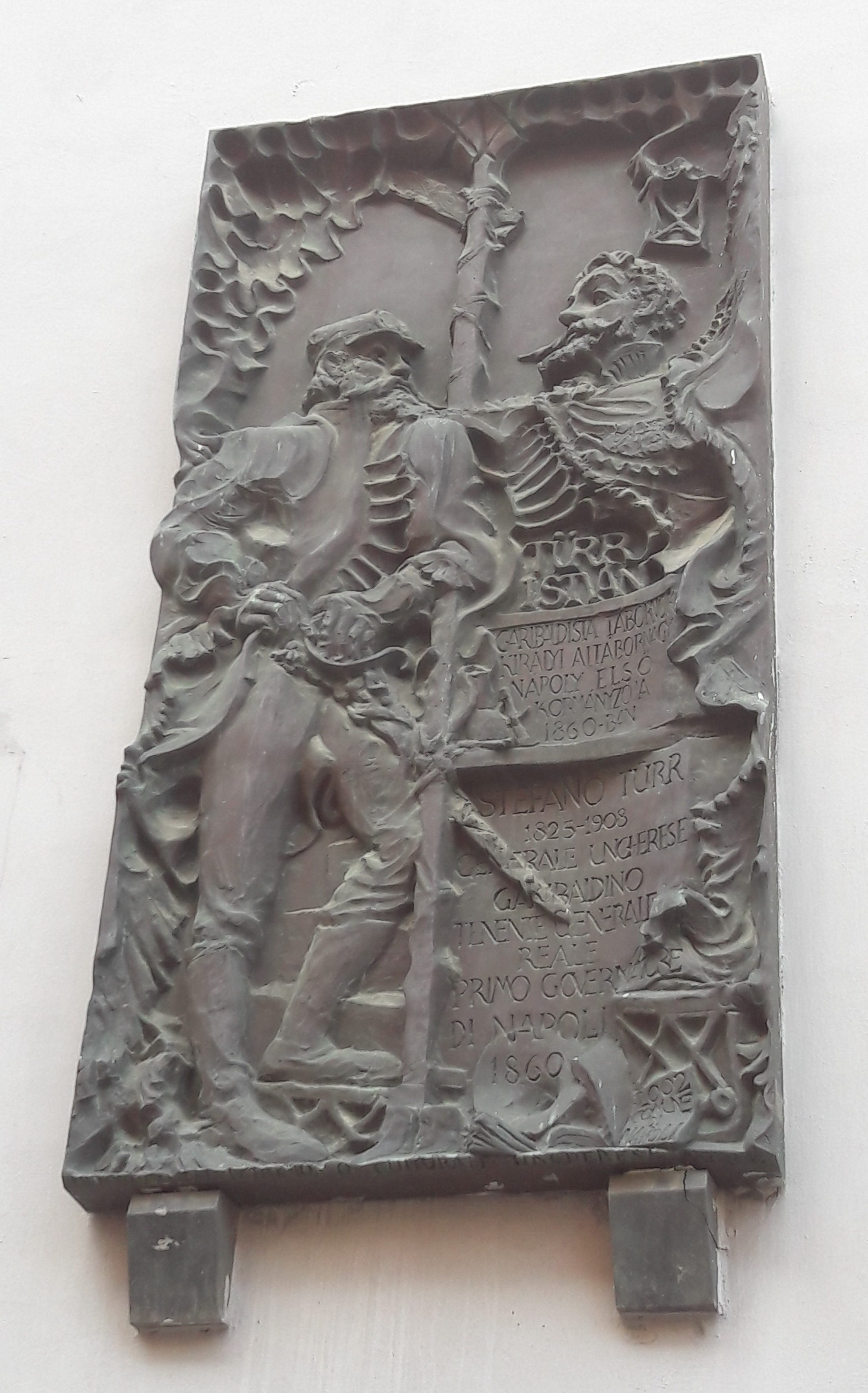
Türr István emlékmű Nápolyban